# Lista de membros da Royal Society eleitos em 1718
Esta é uma lista de Membros da Royal Society eleitos em 1718.

## Fellows
- John Bamber (ca. 1667 - 1753)
- Thomas Bates (m. ca. 1760)
- William Beckett (1684 - 1738)
- James Bradley (1693 - 1762)
- Thomas Bury (1655 - 1722)
- Charles Cadogan (1685 - 1776)
- James Campbell (physician) (m. 1733)
- John Conduitt (1688 - 1737)
- Caleb Cotesworth (m. 1741)
- Samuel Cruwys (m. 1747)
- Robert Gay (m. 1738)
- Stephen Hales (1677 - 1761)
- John Hollier (ca. 1687 - ca. 1722)
- Antoine de Jussieu (1686 - 1758)
- Thomas Fantet de Lagny (1660 - ?1734)
- Sir Wilfrid Lawson (1697 - 1737)
- John Heinrich Linck (1674 - 1734)
- Pietro Antonio Michelotti (1680 - 1740)
- James Mickleton (fl. 1718)
- John Montagu, 2.º Duque de Montagu (1690 - 1749)
- Ludovicus a Ripa (m. 1746)
- Nicholas Saunderson (1682 - 1739)
- William Stephens (physician) (ca. 1693 - 1760)
- William Stukeley (1687 - 1765)
- William Wagstaffe (1685 - 1725)
- Robert Welsted (1671 - 1735)
- John Whiteside (?1679 - ?1729)